# Пырчу, Василий Михайлович
Василий Михайлович Пырчу (1 мая 1905 — 21 июня 1971) — звеньевой колхоза имени Хрущёва Баймаклийского района Молдавской ССР, Герой Социалистического Труда (14.07.1951).
Родился 1 мая 1905 года в селе Чебалакчия (с 1940 года Баймаклийский район Молдавской ССР, с 1956 года Кагульский район).
Работал там же в колхозе, который сначала назывался имени Хрущёва, а потом имени XXI съезда КПСС. В 1949—1961 годах руководил виноградарским звеном, с 1961 года — бригадой.
В 1950 году его звено вырастило урожай винограда 100,3 центнера в среднем с каждого гектара. За это достижение присвоено звание Героя Социалистического Труда (14.07.1951).
В последующем его звено также получало хорошие результаты, несмотря на то, что закреплённые за ним участки имели сложный рельеф.
С 1968 года на пенсии.
Депутат Верховного Совета СССР 4-го созыва.